# Diana Peterfreund
Diana Peterfreund (Tampa, Florida, 1979. január 20. –) amerikai író, jelmeztervező, ételkritikus.

## Magánélete
Peterfreund a floridai Tampában nőtt fel. 2001-ben a Yale Egyetemen szerzett diplomát irodalomból és geológiából.
Mielőtt író lett volna, dolgozott könyvborító modellként, jelmeztervezőként és ételkritikusként is.
Jelenleg férjével és lányával Washingtonban él.

## Könyvei

### Secret Society Girl
Első könyve a Secret Society Girl: An Ivy League Novel, Amy "Bugaboo" Haskell második évét mutatja be az Eli Egyetemen, ami egy kicsit a Yale klónja. Miután felvették a Rose & Grave nevű titkos társaságba, életében először, számos kapu megnyílik előtte.
Peterfreund felhasználta a Yale-en szerzett élményeit Amy Eli-beli kalandjaihoz. A New York Observer a "szellemes és megnyerő" jelzőkkel illette a történetet, a Booklist pedig "frivol, de szórakoztató olvasmány"-nak találta.
A kedvező kritikák azonnal népszerű íróvá tették Peterfreundot.
A következő három rész Amy egy-egy iskolaévét meséli el.
Az Under the Rose-ban Amy egy botrányt próbál megakadályozni, mely alapjaiban rengetné meg a Rose & Grave Társaságot.
A Rites of Spring (Break) című kötetben Amy a Rose & Grave magán szigetére utazik, ahol nem mindennapi események szereplője lesz.
A Tap & Gown-ban Amy visszatér a kampuszra, és készül az érettségire. Ám a rejtélyes telefonhívásoknak köszönhetően nem csak a tanulással kell törődnie, hanem új pasijának titokzatos múltjával is.
Secret Society Girl széria részei
- Secret Society Girl (2006)
- Under The Rose (2007)
- Rites of Spring (Break) (2008)
- Tap & Gown (2009)

### Ébredj velünk
Az Ébredj velünk a 2010-ben készült, azonos című mozifilm regény változata. (Ébredj velünk (2010), írta Aline Brosh McKenna, főszereplők Harrison Ford, Rachel McAdams, Diane Keaton.
A könyv magyarul 2012-ben jelent meg a Cor Leonis Kiadó gondozásában.
A LEGFRISSEBB HÍREK: Az elszánt, fiatal TV-producert, Becky Fullert kirúgják a New Jersey-i helyi reggeli műsorból, így szakmai élete – magánéletéhez hasonlóan – kilátástalanná válik.
Kétségbeesetten, de töretlen optimizmussal, Becky elhatározza, hogy talpán landol, és egyszer csak a Pirkadat, egy New York-i tv-csatorna bukdácsoló reggeli hírműsorának alkalmazásában találja magát. A csatorna viszont gyorsabban süllyed, mint maga a Titanic, és a béka feneke alatti nézettség csupán a jéghegy csúcsa: a stúdió kamerái a kőkorszakból származnak, a vezető producerek pedig reklámblokkonként adják egymásnak a kilincset. Becky megígéri a csatorna igazgatójának, hogy megállítja a zuhanást és fellendíti a nézettséget. Ennek érdekében a legendás híradóst, Mike Pomeroy-t kéri fel műsorvezetőnek egy olyan ajánlat kísértében, amelyre lehetetlen nemet mondani. Mike-nak persze borsódzik a háta a műsor komolytalan témáitól, ráadásul a másik – hozzá hasonlóan a végletekig hiú – exszépségkirálynővel és társműsorvezetővel, Colleennal is azonnal összeakasztja a bajszát. Becky életében az egyetlen jó dolog Adam Bennett, a csatorna egy másik, igen jóképű producere, ám az Ébredj velem sikertelensége kettejük bimbódzó kapcsolatára is árnyékot vet. Miközben Mike és Colleen a kamerák előtt iszapbirkóznak, Becky minden erejével szerelmi élete, hírneve, illetve maga a műsor megmentésén fáradozik, mielőtt a csatorna végképp lehúzná előttük a rolót.

### Killer Unicorns
Peterfreund két regényt és két novellát írt e sorozaton belül. 
Mind az Errant, mind a The Care and Feeding of Your Baby Killer Unicorn önálló történetek a Gyilkos unikornis univerzumban, míg a Rampant és az Ascendant történetszálai egymást követik.
Killer Unicorns
- Rampant (2009)
- Ascendant (2010)
- Errant (2010), a Kiss Me Deadly: 13 Tales of Paranormal Lore című antológiában jelent meg.
- The Care and Feeding of Your Baby Killer Unicorn (2010), a Zombies vs. Unicorns című novelláskötetben publikálta.

### For Darkness Shows The Stars
Az írónő legújabb sorozata egy disztópikus világban játszódik, ahol több nemzedékkel ezelőtt egy genetikai kísérletsorozat balul sült el, mely megtizedelte az emberiséget. A sorozat érdekessége, hogy a Jane Austen által írt Meggyőző érvek című könyv ihlette.
For Darkness Shows The Stars-széria részei
- Among The Nameless Stars (2012) – előzménynovella
- For Darkness Shows The Stars (2012)
- The First Star To Fall (2013) – köztes novella
- Across A Star-Swept Sea (2013), a Zombies vs. Unicorns című novelláskötetben publikálta.

## Magyarul
- Ébredj velünk!; Aline Brosh McKenna forgatókönyve alapján írta Diana Peterfreund, ford. Balika Anna; Cor Leonis, Bp., 2010

## Tanulmányai
- The World of the Golden Compass: The Otherworldly Ride Continues (2007)
- Through the Wardrobe: Your Favorite Authors on C. S. Lewis's Chronicles of Narnia (2008)
- Everything I Needed to Know About Being a Girl I Learned From Judy Blume (2009)
- Mind-Rain:Your Favorite Authors on Scott Westerfeld's Uglies Series (2009)
- Hunger Game Theory (2012), az Éhezők viadalának játékelmélete, melyet a The Girl Who Was on Fire című kötetben jelentetett meg.

## Fordítás
- Ez a szócikk részben vagy egészben  a   Diana Peterfreund című angol Wikipédia-szócikk fordításán alapul.  Az eredeti cikk szerkesztőit annak laptörténete sorolja fel. Ez a jelzés csupán a megfogalmazás eredetét és a szerzői jogokat jelzi, nem szolgál a cikkben szereplő információk forrásmegjelöléseként.